# 波尼 (伊利諾伊州)
波尼（英語：Pawnee）是位於美國伊利諾伊州桑加蒙縣的一個村落。

## 地理
波尼的座標為39°35′31″N 89°34′55″W / 39.59194°N 89.58194°W，而該地最高點為海拔高度184米（即604英尺）。

## 人口
根據2010年美國人口普查的數據，波尼的面積為3.26平方千米，當中陸地面積為3.26平方千米，而水域面積為0.00平方千米。當地共有人口2739人，而人口密度為每平方千米840人。